# Ettore Caffaratti
Ettore Caffaratti, född 12 maj 1886 i Milano, död 9 januari 1969 i Milano, var en italiensk ryttare.
Caffaratti blev olympisk silvermedaljör i fälttävlan vid sommarspelen 1920 i Antwerpen.